# Décès en 984
Décès
- 980
- 981
- 982
- 983
- 984
- 985
- 986
- 987
- 988

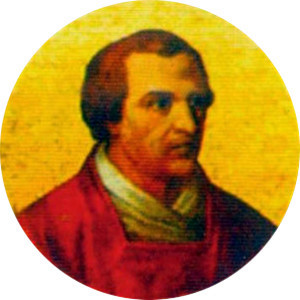
Jean XIV mort en 984

Cette page dresse une liste de personnalités mortes au cours de l'année 984 :
- 1er août : Æthelwold de Winchester, évêque de Winchester.
- 20 août : Jean XIV, 136e pape de l'Église catholique[1].
- 7 septembre : Thierry Ier de Metz, ou Thierry de Hamelant, évêque de Metz.
- 16 septembre : Édith de Wilton (née v. 961), moniale, fille d’Edgar le Pacifique[2].

- Bologhine ibn Ziri, ou Abou al-Foutouh Sayf al-Dawla Bologhin ibn Ziri Es-Sanhadji, fondateur de la dynastie berbère des Zirides régnant sur l'Ifriqiya.
- Domnall Claen mac Lorcáin, roi de Leinster.
- Mouchel de Kars, roi de Kars.
- Einion ap Owain, prince de Deheubarth.
- Gaston Ier de Béarn, vicomte de Béarn et d'Oloron.
- Jordan, premier évêque polonais.
- Miron III de Cerdagne, comte de Cerdagne, de Conflent et de Besalú.
- Mu'ayyid ad-Dawla Buyah, émir à Ray puis du Gorgan.

## Crédit d'auteurs
- Cet article est partiellement ou en totalité issu de l'article intitulé « 984 » (voir la liste des auteurs).